# 小行星1342
小行星1342（1342 Brabantia）是一颗绕太阳运转的小行星，为主小行星带小行星。该小行星于1935年2月13日发现。
該小行星以布拉班特公国命名。

## 轨道参数
小行星1342的轨道半长轴为2.2897205 UA，离心率为0.202。